# 리베카 나이트
리베카 나이트(영어: Rebecca Night, 1985년 7월 13일 ~ )는 잉글랜드의 배우이다. 본명은 리베카 하드윅.

## 출연 작품
- 써스펜션 (2012)
- 듀얼 (2011)
- 폭풍의 언덕 (2009)
- 모던 라이프 이즈 러비시 (2009)
- 라크 라이즈 투 캔들포드 시즌1 (2008)
- 수요일 (2007)